# Ivan Potrč
Ivan Potrč (n. 1 ianuarie 1913, Ptuj, Comuna urbană Ptuj, Slovenia – d. 12 iunie 1993, Ljubljana, Slovenia) a fost un romancier și dramaturg sloven.

## Biografie
Ivan Potrč s-a născut la 1 ianuarie 1913 într-o familie de țărani săraci din localitatea Štuki de la periferia orașului Ptuj, care făcea parte atunci din Ducatul Stiria al Austro-Ungariei. A urmat studii secundare la liceul din Ptuj în perioada 1926–1934. Situația social-economică grea a vremii și ascensiunea naționalismului german, care era văzut ca o amenințare pentru regiunile nordice ale Regatului Iugoslaviei, l-au determinat să devină un comunist entuziast. Datorită activităților sale politice, a fost condamnat la unsprezece luni de închisoare și încarcerat la Ljubljana, fiind exclus din liceu cu doar câteva luni înainte de absolvire; a obținut diploma de absolvire în 1946. Începând din 1938 a lucrat ca jurnalist la cotidianul național-liberal Večernik din Maribor, iar în perioada 1940-1941 a efectuat stagiul militar obligatoriu.
În 1941, după ce naziștii au invadat Iugoslavia și au anexat nordul Sloveniei la Reich-ul german, Portč s-a ascuns și a lucrat ilegal la Ruše, Maribor și Ptuj, dar a fost capturat și internat în lagărul de concentrare Mathausen, de unde s-a întors în primăvara anului 1942 și s-a alăturat partizanilor iugoslavi în 1943. A desfășurat activități legale și clandestine în Stiria și în Carniola Superioară. În timpul și după cel de-al Doilea Război Mondial, a lucrat ca redactor și jurnalist la ziarele Domovina, Borba și Ljudska Pravica. În 1947 a devenit redactor principal și mai târziu director al editurii Mladinska Knjiga, lucrând în cadrul editurii până în 1972.

## Activitatea literară
A început să scrie atunci când se afla în clasa a VII-a de liceu, iar prima sa povestire intitulată Kopači a fost publicată în 1933 în revista literară Ljubljanski zvon. Următoarele povestiri au apărut în revistele Književnosti, Obzorjih și Ljubljanski zvon sub pseudonimul Juraj Tjoš.
Ivan Potrč a fost un pionier al realismului socialist din nord-estul Sloveniei. El a fost influențat de mediul social în care a trăit și de ideile politice avangardiste ale vremii, cărora le-a rămas loial toată viața. Creațiile sale cele mai cunoscute sunt trilogia dramatică care înfățișează dezintegrarea și decăderea familiei de moșieri Krefl și romanul Na kmetih, care a fost tradus în numeroase limbi. Nuvelele „Prekleta zemlja” (1936) și „Sveti zakon” (1937) sunt primele capitole ale unui roman țărănesc publicat ulterior.
Pentru activitatea sa literară Potrč a primit două premii Prešeren. În 1947 a fost premiat pentru piesa Kreflova kmetija (Ferma Krefl) și în 1955 pentru romanul Na kmetih. Acest roman a fost ecranizat în filmul Rdeče klasje (1970). Potrč a fost ales membru corespondent al Academiei Slovene de Științe și Arte în 1977 și membru titular în 1983.
A fost căsătorit cu scriitoarea Branka Jurca (1914-1999). Fiica lor, Marjetica Potrč, este o renumită artistă și arhitectă. Fiul lor, Matjaž Potrč, este profesor de filozofie.

## Opera literară

### Proză
- Prekleta zemlja (1936)
- Sveti zakon (1937)
- Sin, povestiri (1937)

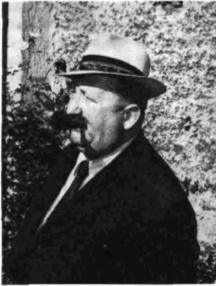
Ivan Potrč în 1969

- Podoba Slavke Klavora, nuvelă (1945)
- Kočarji in druge povesti (1946)
- V kurirski karavli, nuvelă (1946)
- Svet na Kajžarju, povestiri (1947)
- Na kmetih, roman (1954)
- Zločin, povestiri (1955)
- Srečanje, roman (1962)
- Nesmiselno življenje, nuvele (1965)
- Onkraj zarje, nuvele autobiografice (1966)
- Pravljica o Vanču (1973)
- Imel sem ljubi dve, nuvele (1976)
- Tesnoba, roman (1991)
- Dva admirala in druge zgodbe, poveste pentru tineret (1993)

### Teatru
- Kreflova kmetija, dramă (1947)
- Lacko in Krefli, dramă (1949)
- Krefli, dramă (1952)
- Na hudi dan si zmerom sam, dramă (1964)

## Legături externe
- Materiale media legate de Ivan Potrč la Wikimedia Commons